# Dvojná vazba (psychologie)
Dvojná vazba (anglicky double bind) je psychologický pojem, označující způsob komunikace, při níž jedinec dostává od komunikující osoby dvě neslučitelné informace současně. Může jít o rozpor mezi verbální a neverbální složkou projevu, případně v širším pojetí i o logický protiklad.

## Důsledky a podoba
Dvojná vazba má pro osobu, které je tato komunikace určena, podobu neřešitelné situace. Přicházejí k ní totiž matoucí tvrzení, neproveditelné rady či pokyny v jednom okamžiku. Tato komunikace může mít též charakter manipulativního jednání a jde o komunikační způsob "nezdravý" a v případě častého výskytu v dětství může vést k rozvoji duševní poruchy s psychotickými rysy.

## Historie
Tento pojem vnesl do psychologie biolog a kybernetik Gregory Bateson, a to v článku Toward a Theory of Schizophrenia v časopise Behavioral Science v roce 1956. Podle Batesona jsou stavy dospělých schizofreniků způsobeny jejich specifických zážitkem v dětství, kdy si k nim klíčový vychovatel, povětšinou matka, vytvořil "dvojnou vazbu", tedy vnímal dítě jako dva různé objekty a v různých chvílích se k němu vztahoval různě. Dítě se podle Batesona tomuto dvojímu vnímání přizpůsobí a rozštěpí svou identitu.
Ač Bateson nebyl psychologem, jeho pojetí schizofrenie a dvojné vazby silně ovlivnilo zejména takzvanou existenciální psychoanalýzu, například skotského psychoanalytika Ronalda Davida Lainga, a tzv. interpersonální psychoanalýzu.